# Mercer County, North Dakota
Mercer County är ett administrativt område i delstaten North Dakota, USA, med 8 424 invånare. Den administrativa huvudorten (county seat) är Stanton. 

## Geografi
Enligt United States Census Bureau så har countyt en total area på 2 880 km². 2 707 km² av den arean är land och 174 km² är vatten. 

### Angränsande countyn
- McLean County - nord
- Oliver County - öst
- Morton County - syd
- Stark County - sydväst
- Dunn County - väst